# Thilo Daniel
Thilo Daniel (* 1967 in Lich) ist ein evangelisch-lutherischer Geistlicher und Kirchenhistoriker. Als Oberlandeskirchenrat ist er seit Februar 2019 ständiger Stellvertreter des Landesbischofs der Evangelisch-Lutherischen Landeskirche Sachsens und übernahm dessen Aufgaben seit dem Rücktritt Carsten Rentzings bis zur Ernennung des Nachfolgers am 29. Februar 2020. Er ist außerdem Mitglied der Bischofskonferenz der Vereinigten Evangelisch-Lutherische Kirche Deutschlands (VELKD).

## Leben

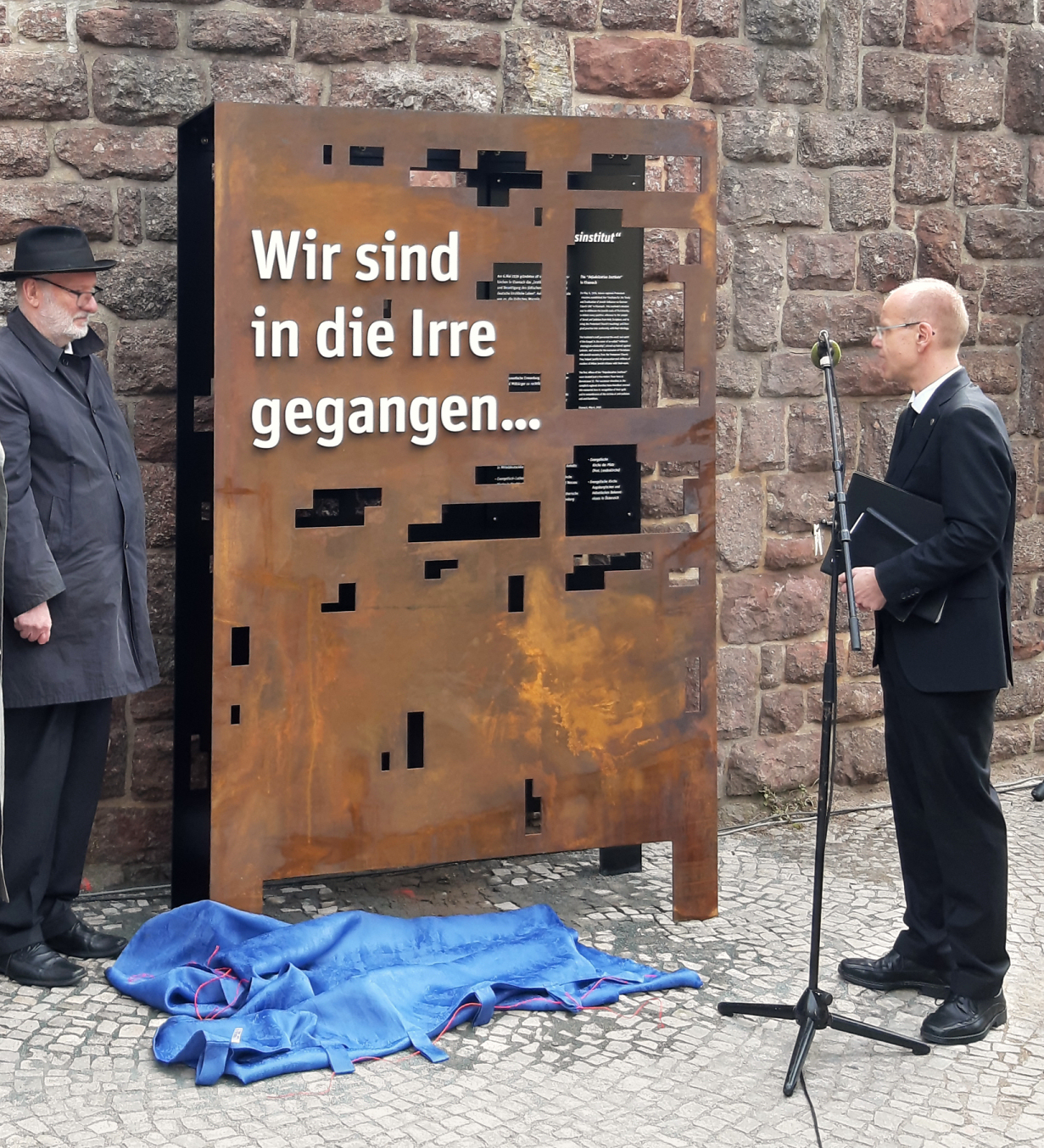
Thilo Daniel (rechts) bei der Enthüllung des Mahnmals zum „Entjudungsinstitut“ in Eisenach (2019)

Thilo Daniel wuchs in Grünberg bei Gießen auf und studierte nach dem Abitur im Jahr 1986 evangelische Theologie und vergleichende Religionswissenschaften an der Philipps-Universität Marburg und der Georg-August-Universität Göttingen. 1993 legte er das Erste Theologische Examen ab. Eine Teilnahme am Graduiertenkolleg des Instituts für Europäische Geschichte in Mainz schloss sich an.
Im Jahr 1998 begann Daniel den kirchlichen Vorbereitungsdienst in der Evangelisch-Lutherischen Landeskirche Sachsens. Vor 1998 bis 2000 war er Gastvikar in Dresden-Briesnitz und Dresden-Neustadt. Während dieser Zeit schloss er auch seine Promotion über Nikolaus Ludwig von Zinzendorf ab. Nach dem Zweiten Theologischen Examen in der sächsischen Landeskirche wurde Daniel ordiniert und arbeitete als Pfarrer im Probedienst im Kirchenbezirk Meißen (Weistropp mit Gauernitz-Constappel und Unkersdorf).
Im Jahr 2007 wechselte Thilo Daniel ins Landeskirchenamt. Im Dezernat I für theologische Grundsatzfragen, Ökumene und Weltmission war er bis 2014 als Oberkirchenrat theologischer Referent. Von 2015 bis 2018 war Daniel Rektor der Ev.-Luth. Diakonissenanstalt Dresden e. V. Seit 2019 ist er Dezernent (Leiter) im Rang eines Oberlandeskirchenrates im Dezernat I des Landeskirchenamtes und in diesem Amt ständiger Stellvertreter des Landesbischofs der Ev.-Luth. Landeskirche Sachsens. Nach dem Rücktritt Carsten Rentzings vom Amt des Landesbischofs zum 31. Oktober 2019 übernahm er dessen Aufgaben bis zur Ernennung von Tobias Bilz am 29. Februar 2020.
Thilo Daniel ist seit 1995 mit einer Musikwissenschaftlerin verheiratet und lebt in Dresden.

## Publikationen
- Nikolaus Ludwig von Zinzendorfs Beteiligung an den innerprotestantischen Einigungsbestrebungen des frühen 18. Jahrhunderts: Biographie und Theologie 1716–1723. Diss., Tectum-Verlag, Marburg 1999, ISBN 3-8288-0970-7.
- Zinzendorfs Unionspläne: 1719–1723; Nikolaus Ludwig von Zinzendorfs theologische Entwicklung bis zur Gründung Herrnhuts. Herrnhuter Verlag, Herrnhut 2004.
- Unitas Fratrum: Zeitschrift für Geschichte und Gegenwartsfragen der Brüdergemeinde Nr. 59/60, Mitherausgeber, 2007[9]